# Cộng hòa Srpska
Cộng hòa Srpska hay Cộng hòa Serbia thuộc Bosna và Hercegovina  (tiếng Serbia: Republika Srpska, tiếng Serbia chữ Kirin: Република Српска) là một trong hai thực thể của Bosna (hay còn gọi là Bosnia và Herzegovina), với thực thể còn lại là Liên bang Bosna và Hercegovina. Thực thể này được hình thành từ cuộc chiến tranh Bosnia, đa số người dân sống ở đây là người Serbia. Hiến pháp Cộng hòa Srpska định nghĩa cộng hòa là một lãnh thổ thống nhất, không thể chia cắt và không thể nhượng lại và là thực thể hợp pháp hoạt động độc lập cùng với các chức năng lập hiến, lập pháp, hành pháp và tư pháp của mình. Hội đồng Quốc gia và Chính phủ Cộng hòa Srpska được đặt ở Banja Luka, mặc dù Sarajevo vẫn giữ vai trò là thủ đô chính thức.

## Tên gọi

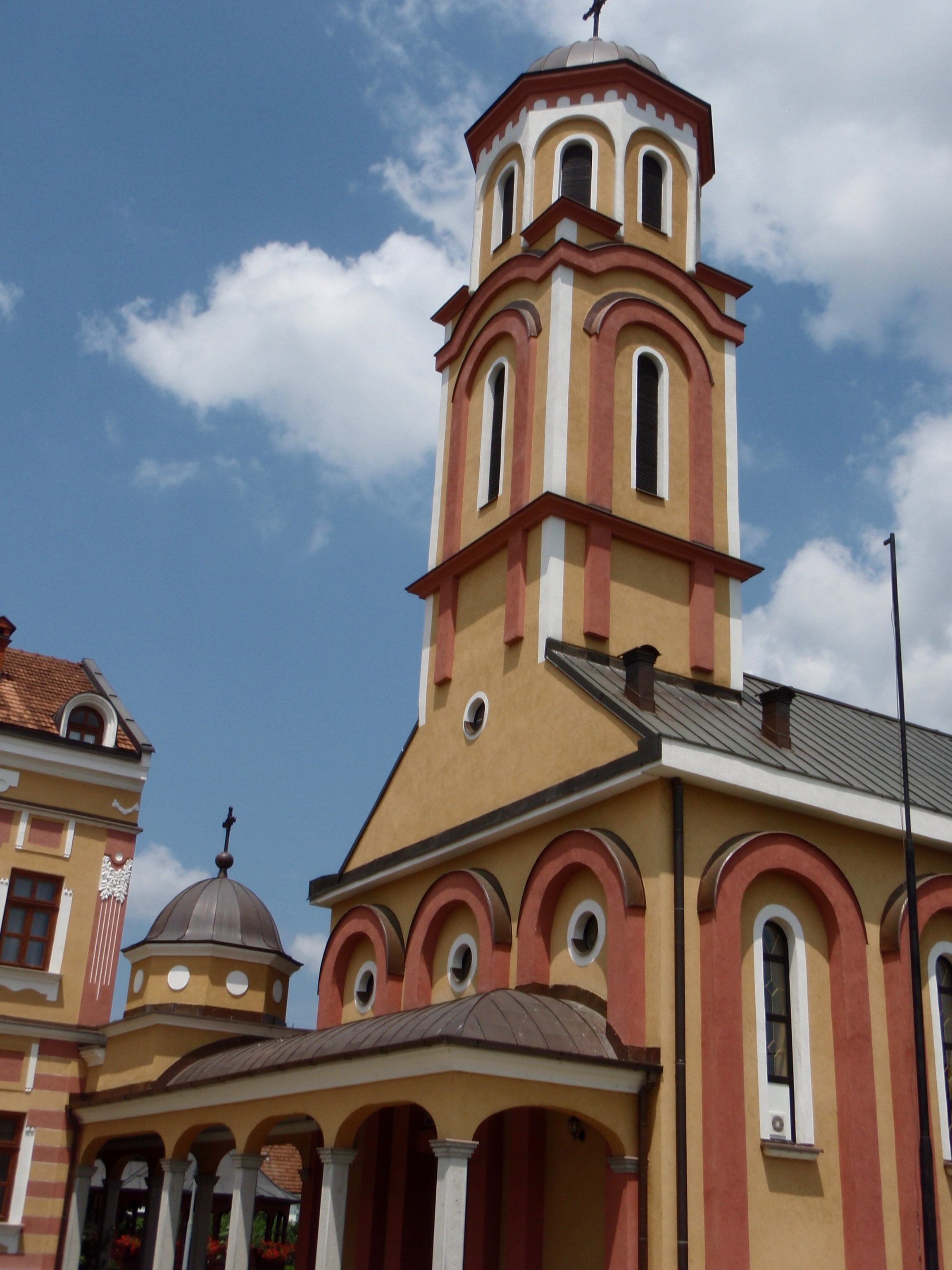
Nhà thờ Chính thống giáo Serbia Thánh Sava tại Kozarska Dubica

Cộng hòa Srpska được chuyển tự Latinh theo tiếng Serbia là Republika Srpska, từ đầu tiên có nghĩa là cộng hòa, từ thứ hai là tính từ được danh từ hóa xuất phát từ việc thêm hậu tố -ska sau srb, có gốc từ danh từ Srbin có nghĩa là người Serb. Sự phối hợp -ps thay cho -bs là một kết quả của việc đồng hóa âm kêu "b". Tính từ được biến đổi thành danh từ như trên là cách phổ biến trong tiếng Serbia đối với tên các quốc gia.
Mặc dù Republic of Srpska (Cộng hòa Srpska) là tên Anh hóa được chính quyền Cộng hòa Srpska sử dụng trong các văn bản chính thức được dịch sang tiếng Anh, tuy nhiên nhiều cơ quan thông tấn chính Phương Tây như BBC, New York Times và The Guardian vẫn thường sử dụng cụm từ Republika Srpska. Trong báo chí tiếng Việt việc sử dụng tên gọi chuẩn cho quốc gia này chưa thống nhất.

## Lịch sử

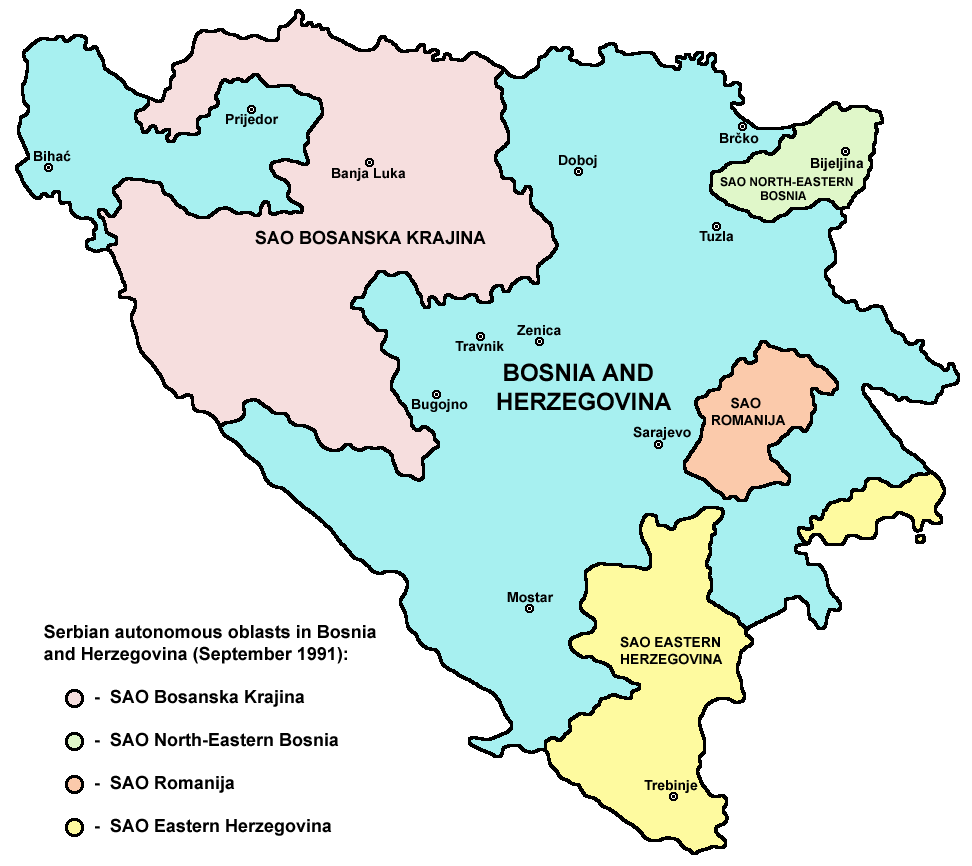
Các vùng lãnh thổ của Tỉnh tự trị người Serb từ năm 1991 đến năm 1992, phần màu xanh lam thuộc chính quyền Bosna và Hercegovina

Cộng hòa Xã hội chủ nghĩa Bosna và Hercegovina nguyên là một trong sáu nước cộng hòa của Liên bang Nam Tư. Năm 1991, 43% dân số toàn cộng hòa là người Hồi giáo (đổi tên thành người Bosna/Bosniak năm 1993), 31% là người Serb và 17% là người Croatia, phần còn lại tự coi mình là người Nam Tư hay dân tộc khác. Cuộc bầu cử dân chủ đa đảng đầu tiên trong nước cộng hòa được tổ chức vào ngày 18 tháng 11 năm 1990. Hầu hết ghế trong Nghị viện đều rơi vào các đảng chính trị đại diện cho ba cộng đồng dân cư: Đảng Dân chủ Hành động, Đảng Dân chủ người Serb và Liên hiệp Dân chủ Người Croatia. Ba đảng đạt được một thỏa thuận chia sẻ quyền lực trong tất cả các thành phần của chính phủ và các thể chế công.
Trong một buổi họp vào các ngày 14 và 15 tháng 10 năm 1991, Nghị viện phê chuẩn "Bản ghi nhớ về Chủ quyền" và sẵn sàng tiến hành giống như Slovenia và Croatia. Bản ghi nhớ được thông qua mặc dù có sự chống đối của 73 nghị sĩ người Serb thuộc các Đảng Dân chủ người Serb (đảng chính của người Serb trong nghị viện), cũng như của Phong trào Đổi mới người Serb và Liên hiệp các Lực lượng Cải cách, các đảng này coi việc thông qua này là bất hợp pháp . Vào ngày 24 tháng 10 năm 1991, các Nghị sĩ người Serb thành lập Hội đồng của người Serb tại Bosna và Hercegovina (Skupština srpskog naroda u Bosni i Hercegovini) và coi đây là đại diện tối cao và là cơ quan lập pháp của người Serb và chấm dứt liên minh ba đảng. Vào ngày 9 tháng 1 năm 1992, Hội đồng tuyên bố Cộng hòa người Serb tại Bosna và Hercegovina (Republika srpskog naroda Bosne i Hercegovine) và coi đây là một phần của Nam Tư.
Vào ngày 28 tháng 2 năm 1992, Hội đồng thông qua Cộng hòa người Serb tại Bosna và Hercegovina (thay thế cho tên cũ Republika srpskog naroda Bosne i Hercegovine). Lãnh thổ của quốc gia này bao gồm các địa hạt, đô thị tự trị và các vùng nơi người Serb chiếm đa số và cũng ở những nơi mà họ là thiểu số bởi sự ngược đãi trong Chiến tranh thế giới thứ hai. Cộng hòa là một phần của Nam Tư và gia nhập liên bang với tuyên bố là thực thể chính trị đại diện cho các dân tộc khác nhau của Bosna và Hercegovina.
Nghị viện Bosna và Hercegovina, không có sự tham gia của các nghị sĩ người Serb, đã tổ chức trưng cầu dân ý về độc lập cho Bosna và Hercegovina vào ngày 29 tháng 2 và ngày 1 tháng 3 năm 1992, nhưng đã bị hầu hết người Serb tẩy chay. Trước đó vào các ngày 9 và 10 tháng 11 năm 1991, Hội đồng đã tổ chức một cuộc trưng cầu khác tại các vùng của người Serb, với kết quả là 96% lực chọn trở thành một thành viên của Liên bang Nam Tư . Cuộc trưng cầu sau có 64% cử tri đi bỏ phiếu và 92,7% hay 99% (theo nhiều nguồn) ủng hộ độc lập. Vào ngày 6 tháng 3 cùng năm, Nghị viện Bosna và Hercegovina công bố kết quả của cuộc trưng cầu dân ý, tuyên bố thành lập một nước cộng hòa độc lập tách khỏi Nam Tư. Các chuyên gia luật pháp người Serb phủ nhận tính hợp pháp của cả hai viêc trưng cầu dân ý và tuyên bố độc lập. Cộng hòa độc lập này sau đó đã được Cộng đồng châu Âu công nhận vào ngày 6 tháng 4 năm 1992 và sau đó là Hoa Kỳ vào ngày 7 tháng 4 cùng năm. Cùng ngày đó Hội đồng của người Serb trong buổi họp tại Banja Luka tuyên bố cắt đứt quan hệ chính thức với Bosna và Hercegovina. Cái tên Cộng hòa Srpska được Hội đồng thông qua vào ngày 12 tháng 8 năm 1992.
Tranh cãi chính trị leo thang thành Chiến tranh Bosnia, diễn ra cho đến mùa thu năm 1995. Theo một số phán quyết của Tòa án Hình sự Quốc tế về Nam Tư cũ (International Criminal Tribunal for the former Yugoslavia) (ICTY), các lực lượng của người gốc Serbia đã tiến hành thanh lọc sắc tộc trong các lãnh thổ mà họ họ dự định thành lập một nhà nước thuần nhất về dân tộc là Cộng hòa Srpska. Cuộc chiến kết thúc với việc ký kết các Thóa ước trong đó công nhận Cộng hòa Srpska là một trong hai bộ phận có tính chính trị, lãnh thổ và hạn chế các chức năng có tính chính quyền và quyền lực của cả hai thực thể. Đường biên giới giữa hai thực thể đã được vạch ra theo quy định của thỏa ước. Từ năm 1992 đến năm 2003, Hiến pháp của Cộng hòa Srpska đã trải qua tới 113 lần sửa đổi.

## Địa lý
Cộng hoà Srpska nằm trên bán đảo Balkan ở Đông Nam Âu, với các vùng phía bắc của nó vươn ra lòng chảo Pannonia. Cộng hoà Srpska nằm giữa vĩ độ 42 ° và 46 ° N và kinh độ 16 ° và 20 ° E. Thực thể này được chia thành hai phần chính bởi Quận Brčko; một phần đồi núi phía tây và một phần phía đông đa dạng hơn, với các dãy núi cao ở phía nam và đất đai canh tác bằng phẳng, màu mỡ ở phía bắc.
Giống như phần còn lại của Bosnia và Herzegovina, Cộng hoà Srpska được chia thành một vùng Bosnia ở phía bắc và một vùng Herzegovinian ở cực nam. Trong hai vùng vĩ mô này tồn tại các vùng địa lý nhỏ hơn, từ những ngọn đồi có rừng ở Bosanska Krajina ở phía tây bắc đến vùng đồng bằng màu mỡ của Semberija ở phía đông bắc.
Republika Srpska bao gồm 24.816,2  km2  (9582 dặm vuông), bao gồm các quận Brčko, được tổ chức tại căn hộ của cả hai thực thể, nhưng là trên thực tế có chủ quyền trong Bosnia và Herzegovina. Cộng hoà Srpska, nếu thực thể này là một quốc gia, sẽ lớn thứ 146 trên thế giới. Độ cao thay đổi rất nhiều, với Maglić, một đỉnh ở Dinaric Alps gần Montenegro, đạt 2.386 m, và những phần gần Adriatic sẽ ở dưới mực nước biển. Khu nghỉ mát trượt tuyết lớn nhất và nổi tiếng nhất ở Bosnia và Herzegovina nằm trên sườn núi Jahorina, ở phần phía đông của thực thể. Các ngọn núi khác ở Cộng hoà Srpska bao gồm Kozara, Romanija, Bjelašnica, Motajica và Treskavica.

### Biên giới
Đường biên giới giữa hai thực thể về cơ bản đi dọc theo các tuyến mặt trận quân sự đã từng tồng tại trong giai đoạn cuối của Chiến tranh Bosnia, với những điều chỉnh (có tính quan trọng nhất là ở phần phía tây của quốc gia và bao quanh Sarajevo), được định rõ trong Thỏa thuận Dayton. Tổng chiều dài của đường biên giới giữa hai thực thể là khoảng 1080 km. Hiện nay, đây đã là đường biên giới hành chính và không có sự kiểm soát của quân đội hay cảnh sát và việc đi lại là tự do.

### Rừng rậm
Cộng hoà Srpska là một trong những khu vực có nhiều rừng nhất ở châu Âu, với hơn 50% diện tích là rừng che phủ. Perućica là một trong những khu rừng già cuối cùng ở châu Âu.
Hai công viên quốc gia có nhiều cây cối rậm rạp là Vườn quốc gia Sutjeska và Vườn quốc gia Kozara đều nằm trong thực thể này.

### Sông ngòi
Hầu hết các con sông đều thuộc lưu vực thoát nước Biển Đen. Các con sông chính là Sava, một nhánh của sông Danube tạo thành ranh giới phía bắc với Croatia; Bosna, Vrbas, Sana và Una, chảy về phía bắc và đổ vào Sava; Drina, chảy về phía bắc, tạo thành một phần của ranh giới phía đông với Serbia, và cũng là một phụ lưu của Sava. Trebišnjica là một trong những con sông chìm dài nhất trên thế giới. Nó thuộc lưu vực thoát nước biển Adriatic. Thác Skakavac ở Perućica là một trong những thác nước cao nhất trong cả nước, với chiều cao xấp xỉ 75 m (246 feet). Các hồ quan trọng nhất là Hồ Bileća, Hồ Bardača (bao gồm khu vực đất ngập nước được bảo vệ) và Hồ Balkana. 

## Hành chính
Dưới đạo luật về Tổ chức Lãnh thổ và Chính quyền tự trị Địa phương thông quan năm 1994, Cộng hòa Srpska được chia thành 80 đô thị tự trị. Sau Thỏa thuận Hòa Bình Dayton, đạo luật được sửa đổi theo hướng tương ứng với sự thay đổi biên giới, cộng hòa hiện có 63 đô thị tự trị.

## Nhân khẩu
Đã không có cuộc thống kê nào được thực hiện từ khi kết thúc chiến tranh. Các ước tính cho thấy:
| Năm  | Tổng số   | Nam     | Nữ      |
| ---- | --------- | ------- | ------- |
| 1998 | 1.428.798 | 679.795 | 749.003 |
| 1999 | 1.448.579 | 689.186 | 759.351 |
| 2000 | 1.428.899 | 695.194 | 733.705 |
| 2001 | 1.447.477 | 704.197 | 743.280 |
| 2002 | 1.454.802 | 708.136 | 746.666 |
| 2003 | 1.452.351 | 706.925 | 745.426 |
| 2004 | 1.449.897 | 705.731 | 744.166 |
| 2005 | 1.446.417 | 704.037 | 742.380 |
| 2006 | 1.443.709 | 702.718 | 740.991 |
| 2007 | 1.439.673 | 700.754 | 738.919 |
| 2008 | 1.437.477 | 699.685 | 737.792 |

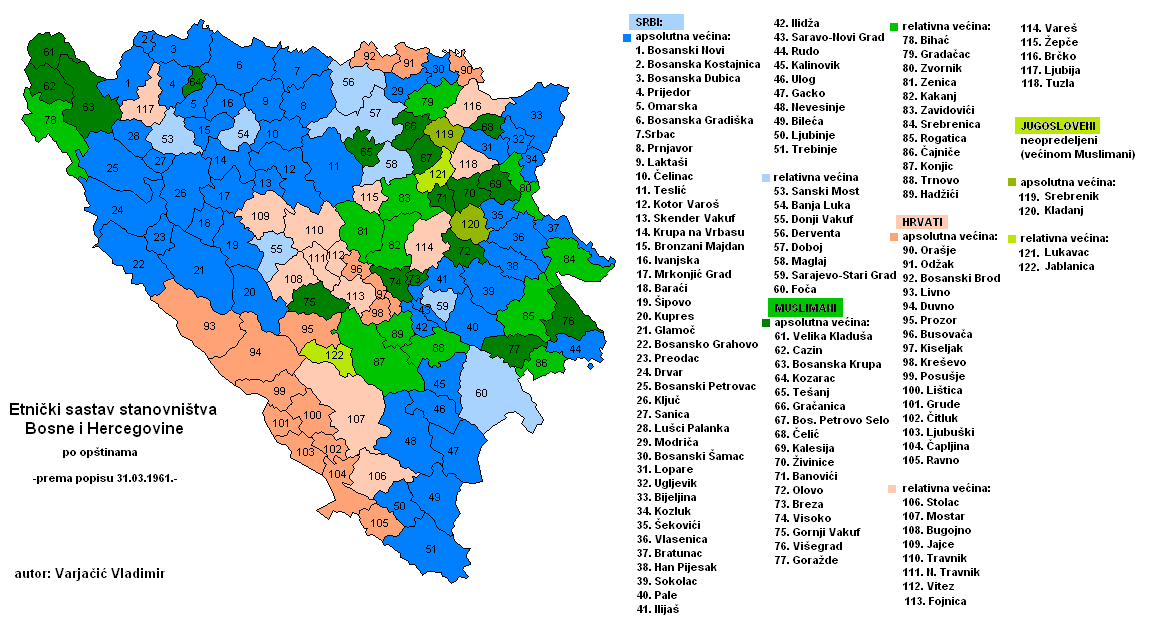
Thành phần dân tộc năm 1961
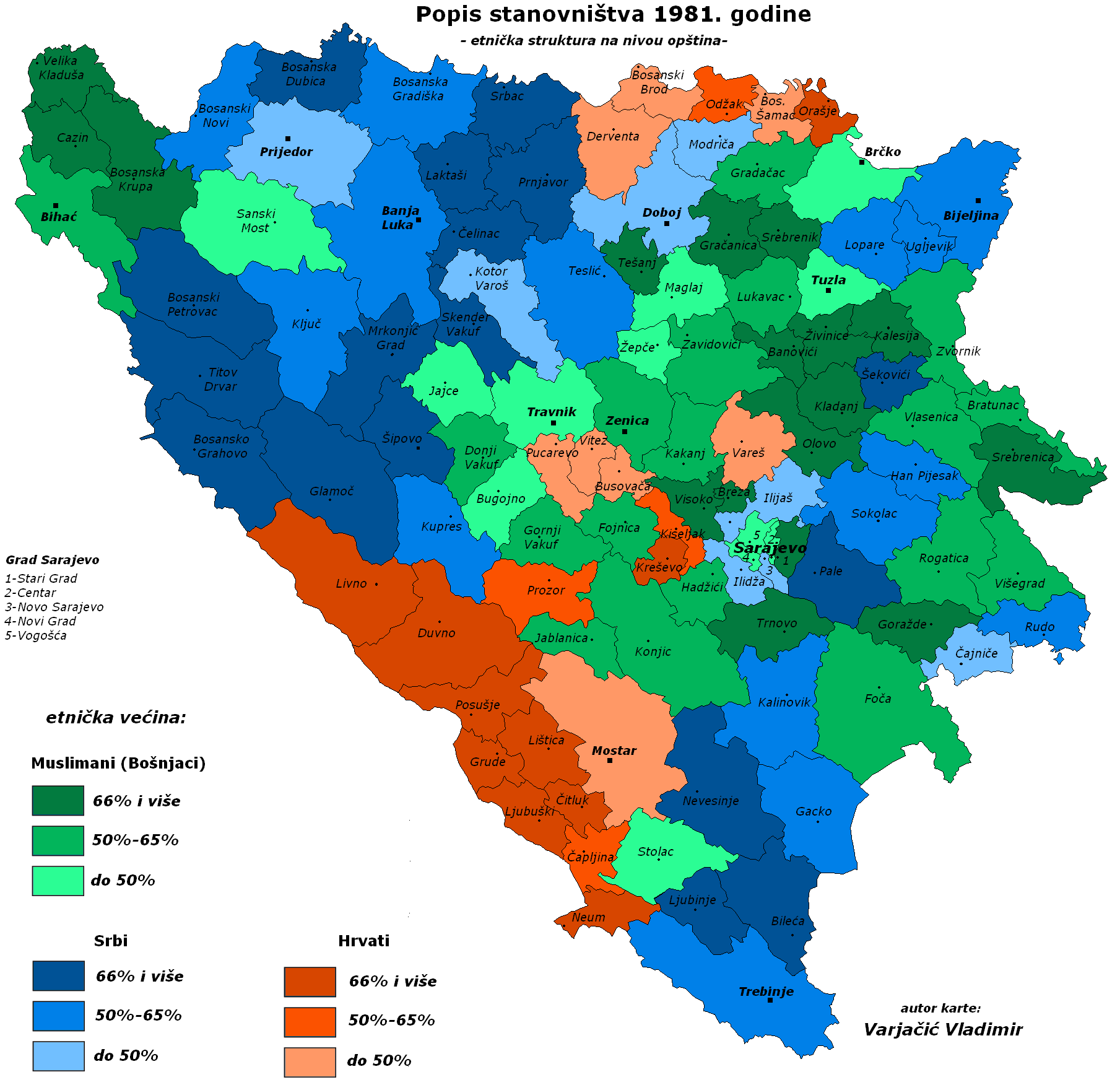
Thành phần dân tộc năm 1981
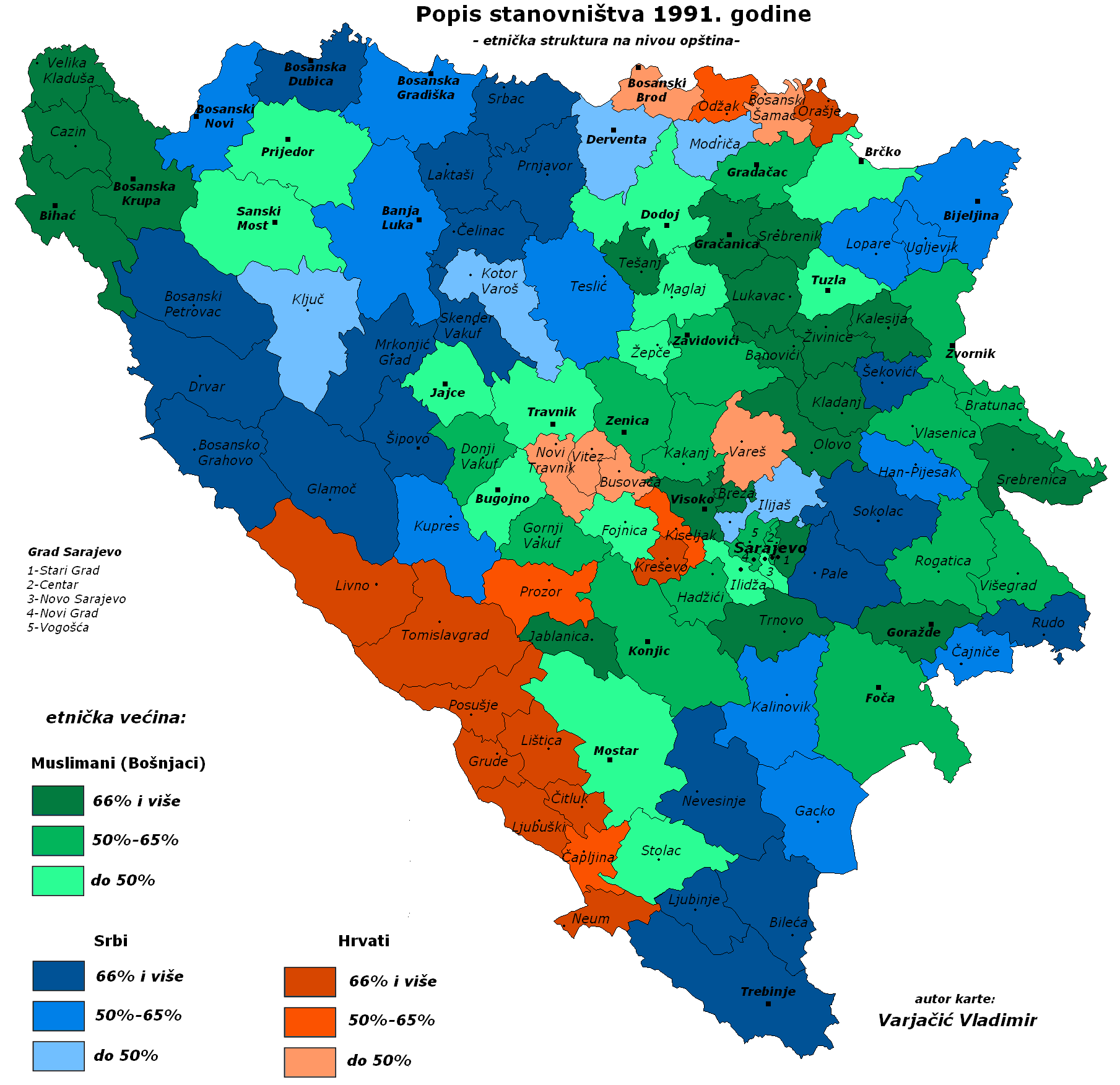
Thành phần dân tộc năm 1991

## Chính trị
Theo Hiến pháp của mình, Cộng hòa Srpska có Tổng thống, Nghị viện (gồm 83 thành viên), cơ quan hành pháp và cảnh sát riêng, tòa án tối cao và các tòa án cấp dưới, cơ quan thuế và bưu cục cũng do cộng hòa tự quản lý.
Cộng hòa cũng có các huy hiệu riêng, quốc kỳ (ba màu của người Slave) và quốc ca riêng. Tuy nhiên, quốc ca của cộng hòa không có lời. Hãng hàng không quốc gia Air Srpska đi vào hoạt động năm 2003 và hãng hàng không Sky Srpska cũng bắt đầu hình thành vào năm 2007.
Mặc dù hiến pháp của cộng hòa coi Sarajevo là thủ đô của đất nước nhưng trên thực tế thành phố phía tây bắc Banja Luka là nơi đặt trụ sở hầu hết các cơ quan đầu não của chính quyền như nghị viện và là thủ đô trên thực tế.
Sau chiến tranh, cộng hòa Srpska vẫn tiếp tục có quân đội riêng, nhưng vào tháng 8 năm 2005, nghị viện đã đồng ý chuyển quyền kiểm soát Quân đội Cộng hòa Srpska sang quân đội cấp quốc gia và hủy bỏ bộ quốc phòng và quân đội vào tháng 1 năm 2006.